# チープラブ
『チープラブ』は、TBSテレビ系で1999年10月15日から12月17日まで毎週金曜日21時 - 21時54分の「TBS系金曜9時枠の連続ドラマ」枠で放送された日本のテレビドラマ。平均視聴率13.45%。
主演は反町隆史。

## 概要
中学の音楽教師とキャバクラのスカウトマンの恋愛を描いた作品。
主演の反町隆史は、TBS系列初主演である。主演の反町隆史とヒロインの鶴田真由が共演するのは、1994年の「関西セルラー」のCM以来の2度目である。
反町隆史がTBSのドラマに出演するのは、1995年のドラマ「未成年」以来4年ぶりである。
2000年に全5巻でVHS化されたものの、DVD化は実現していない。
2024年11月30日より、U-NEXTで配信スタート。

## あらすじ
中学の音楽教師・琴塚七海（鶴田真由）は繰り返しの毎日に飽き飽きしていた。そんなある日、七海は街でキャバクラのスカウトマン・柳瀬純一（反町隆史）と出会う。最初は最悪な印象を抱いた二人だったが、何度か会ううちに、お互いに惹かれ合う。正反対の生活を送る二人が真実の愛を見つけるラブストーリー。

## キャスト
柳瀬純一（やなせじゅんいち）（25→26)：反町隆史　
本作の主人公で、キャバクラのスカウトマン。スカウトマン歴7年。スカウトマンをやる前は焼き肉店でバイトしていた。樹理のことをファッションヘルスから逃してやるなど、情に熱い部分もある。高校を中退している。よく泡風呂に入っている。ヘビースモーカーである。ひょんなことから七海と出会い、付き合い始めたものの、七海には婚約者がいることが発覚し、別れた。その後七海が真鍋と破綻したため再度、七海と付き合い始める。（付き合い始めると同時に同棲もスタート。）裏の仕事をしており最終的には赤羽とともに逮捕。
1年後
キャバクラのスカウトマンを辞め、スーパーの在庫運びの仕事をしている。七海と結婚し、幸せな結婚生活を送っていたものの、真鍋によって刺されて殺害される。最期は、ケーキの箱に血で”愛してる”と書いて亡くなった。七海が妊娠したことを知らずに亡くなっている。
琴塚（柳瀬）七海（ことずか（やなせ）ななみ）(29→30)：鶴田真由　
本作のヒロイン。中学の音楽教師をしている。（のちに退職。）繰り返しの毎日に飽き飽きしており、人生を変えたいと思っている。ひょんなことから純一と出会い、当初は純一に対し最悪な印象を持っていたが、だんだんと純一に惹かれていく。しかし、婚約者である真鍋がおり、苦悩したが、結局真鍋と別れ、純一と付き合い始めた。純一のことを”純一くん”と呼んでいる。
1年後
純一と結婚し、柳瀬七海となった。その後、純一との子供を妊娠したものの（10週目）、妊娠した事実を伝えられないまま純一は亡くなった。その後、純平（じゅんぺい）という子供を出産している。
真鍋克明（まなべかつあき）：沢村一樹　
七海のお見合い相手で婚約者。市役所勤務。真面目だけが取り柄な男で話は面白くない。七海と婚約するも、純一を忘れられなくなった七海に別れを告げられ
純一と七海のストーカーとなる。
1年後
純一のことを、「復讐は美しい正義だ」と言って刺殺した。
加賀谷良（かがやりょう）(20→21)：吉沢悠　
純一の部下。純一と同居している。女好き。寝るときは、女の裸体の人形を持って浴槽の中で寝ている。とても明るい性格をしており、純一が命だと発言している。樹理のことが好き。2浪して大学に進学しているため、母親は大学を卒業してほしいと思っている。
1年後
チラシ配りのバイトをしている。純一のことをまだ”主任”と呼んでいる。（良曰く永遠に主任らしい）
樹理と結婚しており、樹理の妊娠が発覚する。（樹理は11週であった。）
青山（加賀谷）樹理（あおやま（かがや）じゅり）（20→21）：黒坂真美　
良がスカウトした女の子。ファッションヘルスで働くことを希望していたものの、出勤直前にロサンゼルスへ逃亡しようとした。その後、純一と良に空港で発見される。最終的には泣きじゃくり、純一は樹理のことをファッションヘルスから逃し、100万円の借金を追うこととなった。その後は、キャバクラで働いている。純一と良の家に勝手に押しかけ、同居することに。（自分の為に体を張ってくれたのが嬉しかったと発言。）純一のことが好きで、七海の学校へ「純一に近づくな」という忠告を出しに行っているものの、七海と純一が付き合い始めてからは、七海と仲良くしている。
1年後
良と結婚しており、良との子供を妊娠する（11週）。七海の子供と同い年であることを知って喜んでいた。
加納あゆみ（かのうあゆみ）：茂森あゆみ
七海の同僚教師。純一とは付き合ってはダメと七海に助言した。後に、純一が殺人犯に仕立て上げられたことで七海と絶縁した。
佐々木由紀（ささきゆき）：長嶺尚子　
純一と良が働くキャバクラの会計係。赤羽と恋仲で、ハワイに赤羽と高飛びしようとした。
琴塚滋子（ことずかしげこ）：高林由紀子
七海の母親。七海の婚約相手の真鍋克明を気に入っている一方、純一のことが嫌いで、家に来た際、警察に通報した。
琴塚豊彦（ことずかとよひこ）：井川比佐志　
七海の父親。区役所勤務。七海に真鍋とのお見合いを勧めた。純一と付き合い始めた七海を勘当したが、滋子が警察を呼んだ際は、七海のことを助けた。
赤羽哲也（あかばねてつや）：内藤剛志
純一と良の上司。女は利用して、最終的には捨てるものだと考えている。純一に裏の仕事をさせている。中国マフィアを殺害し、その罪を純一に押し付けハワイに由紀と逃亡を図るが、最終的には純一とともに逮捕される。

## テーマ曲
- 主題歌、エンディング「Wildflower」：NORTHERN BRIGHT
- オープニングテーマ「When」：シャナイア・トゥエイン

## スタッフ
- 脚本：林誠人
- 音楽：村山達哉
- プロデュース：丹羽多聞アンドリウ
- 演出：戸高正啓、松原浩、那須田淳、内田誠

## サブタイトル
| 第1話                                                       | 1999年10月15日 | あいつを抱いた夜 | 戸高正啓 | 13.6% |
| 第2話                                                       | 1999年10月22日 | 俺をダマした女   | 戸高正啓 | 14.4% |
| 第3話                                                       | 1999年10月29日 | 破滅へのキス     | 松原浩   | 15.9% |
| 第4話                                                       | 1999年11月5日  | 裏切られた純情   | 松原浩   | 13.1% |
| 第5話                                                       | 1999年11月12日 | 運命の一言       | 那須田淳 | 12.3% |
| 第6話                                                       | 1999年11月19日 | 裏切りの決断     | 戸高正啓 | 12.1% |
| 第7話                                                       | 1999年11月26日 | 運命の赤い糸     | 松原浩   | 12.9% |
| 第8話                                                       | 1999年12月3日  | 破滅への愛       | 内田誠   | 14.3% |
| 第9話                                                       | 1999年12月10日 | ラスト・ラブ     | 那須田淳 | 11.7% |
| 最終話                                                      | 1999年12月17日 | 永遠の…          | 戸高正啓 | 14.2% |
| 平均視聴率 13.45%（視聴率は関東地区・ビデオリサーチ社調べ） |                |                  |          |       |